# Mistrzostwa Azji w Piłce Ręcznej Kobiet 2000
Mistrzostwa Azji w Piłce Ręcznej Kobiet 2000 – ósme mistrzostwa Azji w piłce ręcznej kobiet, oficjalny międzynarodowy turniej piłki ręcznej o randze mistrzostw kontynentu organizowany przez AHF mający na celu wyłonienie najlepszej żeńskiej reprezentacji narodowej w Azji. Odbył się w dniach 10–17 sierpnia 2000 roku w Szanghaju. Tytułu z mistrzostw 1999 rozegranego pół roku wcześniej broniła reprezentacja Korei Południowej. Mistrzostwa były jednocześnie eliminacjami do MŚ 2001.
W turnieju po raz ósmy z rzędu triumfowała Korea Południowa. Trzy najlepsze zespoły zyskały awans na mistrzostwa świata, a po rezygnacji z uczestnictwa reprezentacji Korei Północnej ich miejsce otrzymały Chinki.

## Uczestnicy
- Grupa A
  -  Korea Południowa
  -  Japonia
  -  Kazachstan
  -  Chińskie Tajpej
- Grupa B
  -  Chiny
  -  Korea Północna
  -  Indie

## Faza grupowa

### Grupa A
| 10 sierpnia 200014:00 | Korea Południowa | 30:18(18:6) | Kazachstan | Szanghaj |
| 10 sierpnia 200014:00 |                  | 30:18(18:6) |            | Szanghaj |

| 10 sierpnia 200016:00 | Japonia | 27:12(12:4) | Chińskie Tajpej | Szanghaj |
| 10 sierpnia 200016:00 |         | 27:12(12:4) |                 | Szanghaj |

| 11 sierpnia 200014:00 | Korea Południowa | 33:9(20:6) | Chińskie Tajpej | Szanghaj |
| 11 sierpnia 200014:00 |                  | 33:9(20:6) |                 | Szanghaj |

| 11 sierpnia 200016:00 | Japonia | 25:23(14:10) | Kazachstan | Szanghaj |
| 11 sierpnia 200016:00 |         | 25:23(14:10) |            | Szanghaj |

| 13 sierpnia 200014:00 | Kazachstan | 30:16(12:6) | Chińskie Tajpej | Szanghaj |
| 13 sierpnia 200014:00 |            | 30:16(12:6) |                 | Szanghaj |

| 13 sierpnia 200016:00 | Korea Południowa | 28:19(13:11) | Japonia | Szanghaj |
| 13 sierpnia 200016:00 |                  | 28:19(13:11) |         | Szanghaj |

### Grupa B
| 10 sierpnia 200020:00 | Chiny | 28:24(15:15) | Korea Północna | Szanghaj |
| 10 sierpnia 200020:00 |       | 28:24(15:15) |                | Szanghaj |

| 11 sierpnia 200018:00 | Korea Północna | 51:11(27:7) | Indie | Szanghaj |
| 11 sierpnia 200018:00 |                | 51:11(27:7) |       | Szanghaj |

| 13 sierpnia 200018:30 | Chiny | 48:11(24:5) | Indie | Szanghaj |
| 13 sierpnia 200018:30 |       | 48:11(24:5) |       | Szanghaj |

## Faza pucharowa

### Mecz o miejsca 5–6
| 16 sierpnia 200016:00 | Kazachstan | 48:10(26:8) | Indie | Szanghaj |
| 16 sierpnia 200016:00 |            | 48:10(26:8) |       | Szanghaj |

### Mecze o miejsca 1–4
|  |                        |                  |           |                        |    |                  |                  |       |
|  | Półfinały              | Półfinały        | Półfinały |                        |    | Finał            | Finał            | Finał |
|  | Półfinały              | Półfinały        | Półfinały |                        |    | Finał            | Finał            | Finał |
|  | 15 sierpnia 2000 16:00 |                  |           |                        |    |                  |                  |       |
|  |                        |                  |           |                        |    |                  |                  |       |
|  | Korea Południowa       | Korea Południowa | 29        |                        |    |                  |                  |       |
|  | Korea Południowa       | Korea Południowa | 29        | 17 sierpnia 2000 18:00 |    |                  |                  |       |
|  | Korea Północna         | Korea Północna   | 23        |                        |    |                  |                  |       |
|  | Korea Północna         | Korea Północna   | 23        |                        |    | Korea Południowa | Korea Południowa | 33    |
|  | 15 sierpnia 2000 18:00 |                  |           |                        |    | Korea Południowa | Korea Południowa | 33    |
|  |                        |                  | Japonia   | Japonia                | 23 |                  |                  |       |
|  | Japonia                | Japonia          | Japonia   | Japonia                | 23 | 24               |                  |       |
|  | Japonia                | Japonia          |           |                        |    |                  |                  |       |
|  | Chiny                  | Chiny            | 21        |                        |    |                  |                  |       |
|  | Chiny                  | Chiny            | 21        | Mecz o 3. miejsce      |    |                  |                  |       |
|  |                        |                  |           |                        |    |                  |                  |       |
|  | 17 sierpnia 2000 16:00 |                  |           |                        |    |                  |                  |       |
|  |                        |                  |           |                        |    |                  |                  |       |
|  | Korea Północna         | Korea Północna   | 24        |                        |    |                  |                  |       |
|  | Korea Północna         | Korea Północna   | 24        |                        |    |                  |                  |       |
|  | Chiny                  | Chiny            | 18        |                        |    |                  |                  |       |
|  | Chiny                  | Chiny            | 18        |                        |    |                  |                  |       |

| 15 sierpnia 200016:00 | Korea Południowa | 29:23(10:9) | Korea Północna | Szanghaj |
| 15 sierpnia 200016:00 |                  | 29:23(10:9) |                | Szanghaj |

| 15 sierpnia 200018:00 | Japonia | 24:21(9:10) | Chiny | Szanghaj |
| 15 sierpnia 200018:00 |         | 24:21(9:10) |       | Szanghaj |

| 17 sierpnia 200018:00 | Korea Południowa | 33:23(14:9) | Japonia | Szanghaj |
| 17 sierpnia 200018:00 |                  | 33:23(14:9) |         | Szanghaj |

| 17 sierpnia 200016:00 | Korea Północna | 24:18(10:9) | Chiny | Szanghaj |
| 17 sierpnia 200016:00 |                | 24:18(10:9) |       | Szanghaj |

## Klasyfikacja końcowa
| Miejsce | Reprezentacja    | Uwagi          |
| ------- | ---------------- | -------------- |
| złoto   | Korea Południowa | awans: MŚ 2001 |
| srebro  | Japonia          | awans: MŚ 2001 |
| brąz    | Korea Północna   | awans: MŚ 2001 |
| 4       | Chiny            | awans: MŚ 2001 |
| 5       | Kazachstan       | -              |
| 6       | Indie            | -              |
| 7       | Chińskie Tajpej  | -              |